# Бързи и яростни (поредица)
„Бързи и яростни“ е американска филмова поредица, чийто сюжет се върти около незаконни улични състезания.
Продуцирана от студиото Юнивърсъл, поредицата стартира с филма от 2001 година „Бързи и яростни“, който е последван от 9 продължения, 2 късометражни филма и няколко компютърни игри. До 5 август 2019 година приходите достигат сумата 5891 милиарда долара от световния бокс офис, което я превръща в най-касовата поредица на „Юнивърсъл“.

## Филми
| Премиера         | Филм                            | Режисьор       | Бюджет (млн. USD) | Приходи (млн. USD) |
| ---------------- | ------------------------------- | -------------- | ----------------- | ------------------ |
| 22 юни 2001 г.   | „Бързи и яростни“               | Роб Коен       | 38                | 207                |
| 6 юни 2003 г.    | „Бързи и яростни 2“             | Джон Сингълтън | 76                | 236                |
| 4 юни 2006 г.    | „Бързи и яростни: Токио дрифт“  | Джъстин Лин    | 85                | 159                |
| 12 март 2009 г.  | „Бърз и яростен“                | Джъстин Лин    | 85                | 363                |
| 15 април 2011 г. | „Бързи и яростни 5: Удар в Рио“ | Джъстин Лин    | 125               | 626                |
| 24 май 2013 г.   | „Бързи и яростни 6“             | Джъстин Лин    | 160               | 789                |
| 3 април 2015 г.  | „Бързи и яростни 7“             | Джеймс Уан     | 190               | 1516               |
| 14 април 2017 г. | „Бързи и яростни 8“             | Ф. Гари Грей   | 250               | 1236               |
| 1 август 2019 г. | „Бързи и яростни: Хобс и Шоу“   | Дейвид Лейч    | 200               | 759                |
| 25 юни 2021 г.   | „Бързи и яростни 9“             | Джъстин Лин    | 200               | 541                |
| 19 май 2023 г.   | „Бързи и яростни 10“            | Луи Льотерие   | 340               | 714                |
| 2026             | „Бързи и яростни 11“            | Луи Льотерие   |                   |                    |
| Общо             |                                 |                | 1409              | 6432               |

## Сюжет

### Бързи и яростни
Федералният агент Брайън О'Конър (Пол Уокър) е внедрен в екипа на Дом Торето (Вин Дизел), с цел да го разобличи и залови, но нещата стават сложни след като той се влюбва в сестрата на Доминик – Мия Торето (Джордана Брустър).

### Бързи и яростни 2
Уволнен от полицейското управление след събитията в 1 част, Брайън О'Конър (Пол Уокър) изкарва пари чрез улични състезания, докато от полицията го молят да се внедри в екипа на Картър Вероне и да го залови. Но има нужда от партньор... който е бившият пандизчия Роман Пиърс (Тайрийз Гибсън).

### Бързи и яростни: Токио дрифт
За да избегне затвора, гимназистът Шон Бозуел е изпратен в Токио да живее с баща си, където усвоява изкуството на дрифта.

### Бърз и яростен
След като ограбват цистерни с гориво, екипът на Доминик Торето (Вин Дизел) разбира, че по петите им са спец частите на полицията и решават да се преместят. Дом прави огромна грешка като оставя любимата си Лети (Мишел Родригес) сама и дни по-късно разбира, че тя е била убита от хората на Брага – мексикански наркобос. За да отмъсти за любовта си, Дом се опитва да се внедри в картела на Брага, но и федералният агент Брайън О'Конър (Пол Уокър) също се опитва, за да разобличи Брага... и да спечели отново сърцето на сестрата на Дом – Мия Торето (Джордана Брустър).

### Бързи и яростни 5: Удар в Рио
Сюжетът на филма се върти около избягалия от затвора Доминик Торето (Вин Дизел), Брайън О'Конър (Пол Уокър) и Мия Торето (Джордана Брустър). По идея на Винс, те решават да ограбят най-влиятелният мъж в Рио де Жанейро – Ернан Рейес. Заедно с Роман (Тайрийз Гибсън), Теж (Лудакрис), Хан (Сунг Канг), Жизел (Гал Гадот) те съставят план за обира, но по петите им е най-добрият специалист в издирването на полицията – Люк Хобс (Дуейн Джонсън).

### Бързи и яростни 6
След като обирът в Рио осигурява на хората на Дом сто милиона долара, всички се пръскат по различните краища на земното кълбо. Уморени от живота си на бегълци, обаче, те са готови да се включат отново в играта и да се завърнат у дома. Междувременно агент Хобс е по петите на мащабна организация начело с Оуен Шоу, а негова дясна ръка е не кой да е, а любимата на Торето – Лети (Мишел Родригез). Единственият начин да бъдат спрени е да бъдат надиграни на улично ниво от екипа на Дом. А цената? Изчистване на досиетата, така че отново да могат да се върнат в Америка.

### Бързи и яростни 7
Декард, големият брат на Оуен Шоу, се опитва да отмъсти за брат си като убие Доминик Торето и екипа му. За да разчисти сметките си с Шоу, семейството на Дом ще трябва да се изправи срещу него с помощта на мистериозния правителствен агент г-н Никой, за да вкара опасния престъпник в затвора.

### Бързи и ярости 8
Дом и екипът му са по-щастливи от всякога. Те имат пари, свобода и спокойствие. Но скоро в живота на Дом се появява мистериозна жена, която го въвлича отново в капана на престъпния свят, от който той трудно може да се измъкне. Екипът на Торето ще трябва да се изправи пред изпитания както никога дотогава и да обиколи половината земно кълбо, за да спре един краен анархист и да върне у дома човека, който ги направи семейство.

### Бързи и яростни: Хобс и Шоу
Две години след събитията в „Бързи и яростни 8„, федералния агент Люк Хобс и бившия британски военен служител, превърнал се в наемник, Декард Шоу, трябва да обединят сили, за да спрат нова заплаха, появила се от Брикстън Лор – кибер-генетично модифициран и подобрен международен терорист.

### Бързи и ярости 10
Доминик Торето трябва да защити семейството си от Данте Рийс който иска отмъщение за смъртта на баща си след 10 години.